# Hirondelle à croupion gris
Pseudhirundo griseopyga
Genre
Espèce
Synonymes
- Hirundo griseopyga (Protonyme)
- Hirundo andrewi
- Pseudohirundo griseopyga

Statut de conservation UICN

 LC  : Préoccupation mineure
L'Hirondelle à croupion gris (Pseudhirundo griseopyga) est une espèce de passereau de la famille des Hirundinidae, l'unique représentante du genre Pseudhirundo (classée par certains auteurs dans le genre Hirundo).

## Description
Cette espèce de petite hirondelle mesure 14 cm pour un poids de 8 à 10 g, elle à un plumage plutôt terne. Les plumes du front, du capuchon et de la nuque sont brunes avec d'étroites bordures chamois, ce qui leur donne un aspect écaillé. Les zones qui entourent les yeux sont plus sombres que le reste de la tête surmontés par une fine ligne blanche. Le manteau, le bas du dos, les scapulaires et les couvertures alaires sont bleu sombre brillant, les plumes du manteau ayant parfois des bases blanches. Celles du croupion sont gris-brun avec des liserés blanchâtres en plumage frais. Les sus-caudales sont gris-brun plus foncé
Les parties inférieures, sont blanc sale avec un  gris-brun pâle, notamment sur les côtés de la poitrine. Les ailes et la queue sont brun noirâtre avec une nuance bleu terne. Les rectrices ont des liserés gris-brun pâle sur les filets extérieures et les deux paires les plus externes ont des bordures blanches qui disparaissent avec l'usure. Les rectrices externes sont allongées, formant une fourche très nette.
Les yeux sont brun sombre, le bec est noir et les pattes sont brun-noir. Le mâle et la femelle n'ont pas de dimorphisme sexuel. Les juvéniles ont une livrée presque semblable à celle des adultes, ayant des plumes irisées même lorsqu'ils sont de simples oisillons. Le manteau, les scapulaires et les ailes sont cependant plus brunes et le croupion gris-brun a des extrémités fauve. Le capuchon, le manteau, les grandes couvertures, les primaires et les secondaires ont des pointes chamois. Les parties inférieures et les joues sont nuancées de chamois rosâtre. Les rectrices externes sont plus courtes.

## Comportement

### Alimentation
Le régime de cette hirondelle n'est pas bien connu. Toutefois, son estomac contient des mouches diptères, des coléoptères et des petits insectes qui ne sont pas identifiés. L'hirondelle à croupion gris capture la plupart de ses proies en vol mais elle vient souvent à terre pour ingurgiter les insectes de plus grande taille.

### Reproduction
La saison de reproduction coïncide généralement avec la saison sèche, ceci pour éviter l'inondation des terriers. Cependant, ces oiseaux peuvent nicher de façon opportuniste, à n'importe quel moment quand les conditions sont favorables. 
La plupart des galeries sont creusées dans un sol sableux où elles pénètrent de plus d'un mètre en produisant un angle assez incliné. Le nid est une sorte de coussinet fabriqué avec des herbes grossières et garni avec des fibres, du crin et des plumes. Il est placé tout au fond d'une chambre de ponte qui mesure environ 15 centimètres de diamètre.
Les hirondelles à croupion gris occupent aussi des terriers de rongeurs dans terrains plats et ouverts, des galeries de martin-pêcheurs ou de guêpiers et parfois également des termitières.
La ponte varie de 2 à 4 œufs . Les œufs varient quelque peu en taille et en forme, ils sont de couleur blanche et sont légèrement brillants. Les durées d'incubation et de séjour des jeunes au nid ne sont pas connues.

## Répartition et habitat

### Répartition
Les hirondelles à croupion gris sont originaires de l'Afrique où elles ont une vaste aire de distribution en Afrique subsaharienne excepté dans le sud-ouest du continent.

### Habitat
Ces hirondelles vivent dans une grande variété de milieux ouverts situés particulièrement près de l'eau, ce qui favorise leur quête de nourriture et leur reproduction. On peut les observer à la fois dans les zones montagneuses jusqu'à 2 000 mètres et dans les étendues basses telles que les savanes herbeuses ou arborées, les prairies, les sols brûlés, les clairières des zones boisées, les cours de golf, les champs de polo, les aérodromes, les régions marécageuses ou inondées, les rizières et les pâturages.

## Sous-espèces
Cet oiseau est représenté par 2 sous-espèces :
- Pseudhirundo griseopyga melbina (J. Verreaux & E. Verreaux, 1851) : régions côtières de la Gambie au nord-ouest de l'Angola ;
- Pseudhirundo griseopyga griseopyga (Sundevall, 1850) : Afrique subsaharienne.